# Best of You
Best of You – ballada rockowa zespołu Foo Fighters, będąca pierwszym singlem promującym płytę In Your Honor. Ta piosenka jest jednym z największych przebojów tej grupy. Znalazła się ona na płycie In Your Honor, na stronie B singla „No Way Back/Cold Day in the Sun” w wersji na żywo i na płycie Skin and Bones w wersji akustycznej.
W 2012 roku Anastacia wydała swoją wersję utworu jako drugi singel promujący album coverowy It’s a Man’s World.

## Lista utworów
CD
1. „Best of You”
2. „I’m in Love with a German Film Star” (cover The Passions)

CD (wyd. rozszerzone)
1. „Best of You”
2. „FFL”
3. „Kiss the Bottle” (cover Jawbreaker)
4. „What an Honor” (video interview)

7"
1. „Best of You”
2. „Spill”

## Miejsce na listach utworów
| Rok  | Lista                               | Pozycja |
| ---- | ----------------------------------- | ------- |
| 2005 | Official UK Singles Chart           | 4       |
| 2005 | Official Australian Singles Chart   | 4       |
| 2005 | Modern Rock Tracks (US)             | 1       |
| 2005 | Mainstream Rock Tracks (US)         | 1       |
| 2005 | Hot Digital Singles (US)            | 8       |
| 2005 | Billboard Hot 100 (US)              | 18      |
| 2005 | Pop 100 (US)                        | 20      |
| 2005 | Official Irish Singles Chart        | 20      |
| 2005 | Official Italian Singles Chart      | 36      |
| 2005 | New Zealand Singles Chart           | 38      |
| 2005 | Official Sweden Singles Chart       | 41      |
| 2005 | Official Holland Singles Chart      | 94      |
| 2005 | Official Euro Hot 100 Singles Chart | 35      |

## Certyfikacja
| Lista             | Certyfikacja | Sprzedaż  |
| ----------------- | ------------ | --------- |
| Stany Zjednoczone | Platynowa    | 1 000 000 |
| Kanada            | Platynowa    | 10 000    |